# Судоплатов, Сергей Владимирович
Сергей Владимирович Судоплатов  — российский математик, доктор физико-математических наук, профессор, известный учёный сибирской школы алгебры и логики. Число Эрдёша — 3.

## Биография
Родился 13 июля 1964 года в Новосибирске.
- сентябрь 1971 — июнь 1981: ученик средней школы № 42 г. Новосибирска;
- июль 1981 — июнь 1986: студент механико-математического факультета Новосибирского государственного университета (группа 115);
- сентябрь 1986 — сентябрь 1987: стажер-исследователь Новосибирского государственного университета;
- октябрь 1987 — октябрь 1990: аспирант Новосибирского государственного университета;
- октябрь 1990 — август 1991: ассистент Новосибирского электротехнического института;
- сентябрь 1991 — июнь 1993: старший преподаватель Новосибирского государственного технического университета (бывший НЭТИ);
- июнь 1993 — август 2001: доцент Новосибирского государственного технического университета;
- июнь 1995 — по настоящее время: соорганизатор Международных летних школ-конференций «Пограничные вопросы теории моделей и универсальной алгебры»
- сентябрь 2001 — сентябрь2004: докторант Новосибирского государственного технического университета;
- сентябрь 2004 — август 2007: доцент Новосибирского государственного технического университета;
- сентябрь 2007 — январь 2015: профессор Новосибирского государственного технического университета;
- февраль 2015 — по настоящее время: заведующий кафедрой алгебры и математической логики Новосибирского государственного технического университета;
- сентябрь 1998 — июнь 2006: доцент Бердского филиала Новосибирского государственного технического университета;
- февраль 2003 — по настоящее время: преподаватель спецкурсов в физико-математическом классе Гимназии № 1 г. Новосибирска;
- июль 2005 — июнь 2009: старший научный сотрудник Института математики им. С. Л. Соболева СО РАН;
- июль 2009 — январь 2023: ведущий научный сотрудник Института математики им. С. Л. Соболева СО РАН;
- февраль 2023 — по настоящее время: главный научный сотрудник Института математики им. С. Л. Соболева СО РАН;
- март 2022 — по настоящее время: заместитель директора по науке Института математики им. С. Л. Соболева СО РАН;
- апрель 2013 — февраль 2018: доцент Новосибирского государственного университета;
- март 2018 — по настоящее время: профессор Новосибирского государственного университета;
- январь 2015 — декабрь 2017: главный научный сотрудник Института математики и математического моделирования, Алматы, Казахстан;
- март 2018 — по настоящее время: член Диссертационного совета Д 999.082.03
- ноябрь 2018 — по настоящее время: член Ассоциации символической логики[англ.]

## Степени
- Диплом с отличием по специальности математика, прикладная математика, 1986, Новосибирский государственный университет

Тема диплома: Условия нормальности элементарных теорий,
Научный руководитель: профессор Евгений Андреевич Палютин.
- Кандидат физико-математических наук, 1990, Институт математики имени С. Л. Соболева СО АН СССР,

Тема диссертации: Базируемость стабильных теорий и свойства счетных моделей с мощными типами,
Научный руководитель: профессор Евгений Андреевич Палютин.
- Доктор физико-математических наук, 2007, Институт математики им. С. Л. Соболева СО РАН,

Тема диссертации: Теории с конечным числом счетных моделей и полигонометрии групп
Научный консультант: профессор Евгений Андреевич Палютин.

## Ученые звания
- Доцент по кафедре алгебры и математической логики, 1994
- Профессор по специальности "Математическая логика, алгебра, теория чисел и дискретная математика", 2023

## Награды
- 1986 г. Диплом I степени XXIV Всесоюзной научной студенческой конференции, Новосибирск, Новосибирский государственный университет (за работу «Условия нормальности элементарных теорий»)
- 1986—1987 уч. г. Лауреат Всероссийского конкурса студенческих дипломных работ

- 2007 г. Премия Сибирского математического журнала

- 2008 г. Почетная грамота и премия Мэрии города Новосибирска за высокопрофессиональную учебно-методическую, научную и педагогическую деятельность

- 2010 г. Лауреат премии Правительства Российской Федерации в области образования (за цикл трудов «Концепция формирования логико-математического образования в высшей школе»),[4]
- 2017 г. Почетный работник сферы образования Российской Федерации
- 2019 г. Почетная грамота за многолетний добросовестный труд, высокий профессионализм и в связи с 60-летием со дня основания Новосибирского государственного университета
- 2020 г. Почетный знак «Заслуженный ветеран Сибирского отделения РАН»

## Визиты
- Университет Париж 7, Франция (апрель — май 1993)
- Университет Клод Бернар Лион 1, Франция (май — октябрь 1993)
- Университет штата Иллинойс в Урбана-Шампейне, США (февраль — март 2004)
- Восточно-Казахстанский государственный технический университет имени Д. Серикбаева, Усть-Каменогорск, Казахстан (декабрь 2008)
- Математический институт Сербской академии наук и искусств, Белград, Сербия (июль 2009)
- Барселонский университет, Барселона, Каталония, Испания (июль 2011)
- Нотр-Дамский университет, Университет штата Иллинойс в Чикаго, Университет Висконсин-Мадисон, США (февраль — март 2013)

## Научная деятельность
Систематизировал основные структурные свойства теорий с конечным числом счетных моделей в классах стабильных и нестабильных теорий. Предложил универсальную синтаксическую конструкцию построения генерических моделей элементарных теорий, обобщающую известную и широко применяемую конструкцию Фраиссе, а также конструкцию Хрушовского. Определил основные теоретико-модельные характеристики счетных теорий и построил классификационную теорию на базе этих характеристик, а также универсальной синтаксической конструкции. В рамках этой теории решил известную проблему Лахлана о существовании стабильной теории с конечным, но большим единицы числом попарно неизоморфных счетных моделей. Развил общую теорию полигонометрий и тригонометрий групп, наследующую и обобщающую классическую тригонометрию. Исследовал взаимосвязь алгебраических систем, элементарных теорий и их производных объектов: графов и гиперграфов моделей, упорядоченных структур, пседвоплоскостей, алгебр распределений бинарных формул и др. Изучил теоретико-модельные и топологические свойства классов теорий относительно действий естественных операторов замыкания.

### Монографии
- Судоплатов С.В. Проблема Лахлана. — НГТУ. — Новосибирск: Монографии НГТУ, 2009. — С. 336.
- Судоплатов С.В. Полигонометрии групп. — Новосибирск: Монографии НГТУ, НГТУ, 2013. — 302 с.
- Sudoplatov S. V. Classification of countable models of complete theories : monograph / S. V. Sudoplatov. — Novosibirsk : NSTU Publ., 2018. — Pt. 1. — 326 p. — 30 copy. — ISBN 978-5-7782-3527-4.
- Sudoplatov S. V. Classification of countable models of complete theories : monograph / S. V. Sudoplatov. — Novosibirsk : NSTU Publ., 2018. — Pt. 2. — 394 p. — 30 copy. — ISBN 978-5-7782-3528-1.
- Судоплатов С. В. Классификация счетных моделей полных теорий = Classification of countable models of complete theories : [монография] / С. В. Судоплатов. — 2-е изд., доп.. — Новосибирск : Изд-во НГТУ, 2018. Ч. 1. — 376 с. — (Монографии НГТУ). — ISBN 978-5-7782-3524-3.
- Судоплатов С. В. Классификация счётных моделей полных теорий = Classification of countable models of complete theories : [монография] / С. В. Судоплатов. — 2-е изд., доп.. — Новосибирск : Изд-во НГТУ, 2018. — Ч. 2. — 452 с. — (Монографии НГТУ). — 3000 экз. — ISBN 978-5-7782-3525-0.
- Емельянов Д. Ю., Кулпешов Б. Ш., Судоплатов С. В. Алгебры бинарных формул. — Новосибирск : НГТУ, 2023. — 330 с. — ISBN 78-5-7782-5028-4 DOI 10.17212/978-5-7782-5028-4

учебники и учебные пособия
- Судоплатов, С. В. Дискретная математика : учебник и практикум для вузов / С. В. Судоплатов, Е. В. Овчинникова. — 5-е изд., испр. и доп. — Москва : Издательство Юрайт, 2023. — 279 с. — (Высшее образование). — ISBN 978-5-534-00871-5. — Текст : электронный // Образовательная платформа Юрайт [сайт]. — URL: https://urait.ru/bcode/510824
- Судоплатов, С. В. Дискретная математика : учебник и практикум для среднего профессионального образования / С. В. Судоплатов, Е. В. Овчинникова. — 5-е изд., испр. и доп. — Москва : Издательство Юрайт, 2023. — 279 с. — (Профессиональное образование). — ISBN 978-5-534-11632-8. — Текст : электронный // Образовательная платформа Юрайт [сайт]. — URL: https://urait.ru/bcode/518502
- Судоплатов, С. В. Математическая логика и теория алгоритмов : учебник и практикум для вузов / С. В. Судоплатов, Е. В. Овчинникова. — 5-е изд., стер. — Москва : Издательство Юрайт, 2023. — 207 с. — (Высшее образование). — ISBN 978-5-534-12274-9. — Текст : электронный // Образовательная платформа Юрайт [сайт]. — URL: https://urait.ru/bcode/510826
- Судоплатов, С. В. Математика: математическая логика и теория алгоритмов : учебник и практикум для среднего профессионального образования / С. В. Судоплатов, Е. В. Овчинникова. — 5-е изд., стер. — Москва : Издательство Юрайт, 2023. — 255 с. — (Профессиональное образование). — ISBN 978-5-534-10930-6. — Текст : электронный // Образовательная платформа Юрайт [сайт]. — URL: https://urait.ru/bcode/518120